# إيمي تيغاردن
إيمي ريشيل تيغاردن (بالإنجليزية: Aimee Teegarden) (مواليد 10 أكتوبر 1989) عارضة وممثلة أمريكية، بدأت حياتها المهنية بمسلسل كولد كيس عام 2003، كما يعتبر دور «جولي تايلور» في المسلسل أضواء ليلة الجمعة 2006 أهم أدوراها ومنحت عنه على جائزة هوليود الشبابية 2011، ظهرت في عدد من أشهر المسلسلات التيلفزيونية من أشهرها مشاركتها في مسلسل هانا مونتانا، من أشهر أفلامها مشاركتها في فيلم سكريم 4 2011.

## روابط خارجية
- إيمي تيغاردن على موقع IMDb (الإنجليزية)
- إيمي تيغاردن على موقع ألو سيني (الفرنسية)
- إيمي تيغاردن على موقع تيرنر كلاسيك موفيز (الإنجليزية)
- إيمي تيغاردن على موقع أول موفي (الإنجليزية)
- إيمي تيغاردن على موقع بوكس أوفيس موجو (الإنجليزية)
- إيمي تيغاردن على موقع قاعدة بيانات الأفلام السويدية (السويدية)
- إيمي تيغاردن على موقع قاعدة بيانات الفيلم (الإنجليزية)
- إيمي تيغاردن على موقع كينوبويسك (الروسية)